# 飯沼站
飯沼站（日语：／ Iinuma eki */?）是位於岐阜縣中津川市飯沼，明知鐵道的明知線車站。車站編號為9。

## 歷史
- 1991年（平成3年）10月28日 - 明知鐵道開設此站[1]。

## 車站構造

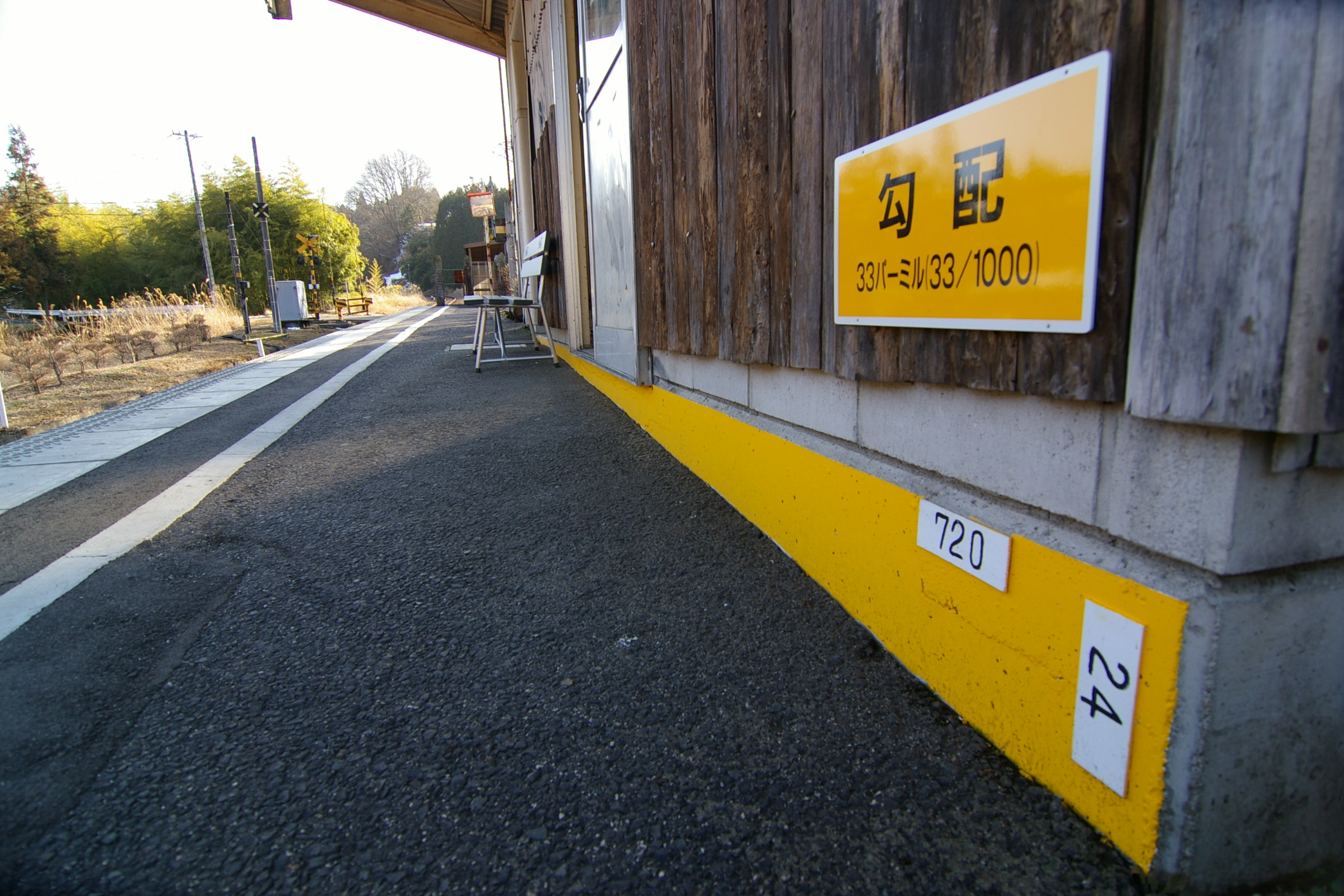
候車室外壁展示斜度的展板

車站是一座地面車站，設有1面1線單式月台，月台全長55米。此站是無人車站。車站在當地居民的要求下設立。
在車站啟用(1991年)至1996年前，此站是普通鐵路中日本最陡峭的車站。
車站是建造在斜度達到1000分之33（33千分比）的路段上，原則上是不可在這個斜坡設站。後來車站啟用時，經過當時的監管部門運輸省（當時）的測試與安全確認後，特許車站營運。在月台候車室外牆下方有一個展示了33千分比的斜度展板。

## 使用狀況
| 年度               | 1日平均乘車人次 | 1日平均乘車人次 |
| ------------------ | --------------- | --------------- |
| 2011年（平成23年） | 16              |                 |
| 2012年（平成24年） | 22              |                 |
| 2013年（平成25年） | 19              |                 |
| 2014年（平成26年） | 14              |                 |
| 2015年（平成27年） | 13              |                 |
| 2016年（平成28年） | 21              |                 |

## 車站周邊
車站附近較少民居，沒有商店。車站距離飯沼地區中心約數百米距離。
- 根之上高原（日语：根ノ上高原）

## 相鄰車站
明知鐵道
明知線
東野（10）－飯沼（9）－阿木（8）

## 注腳
1. 1 2 3  曾根悟（監修）. 朝日新聞出版分冊百科編集部（編集） , 编. . 週刊朝日百科. 26号 長良川鉄道・明知鉄道・樽見鉄道・三岐鉄道・伊勢鉄道. 朝日新聞出版. 2011-09-18: 12–13・17頁 （日语）.
2. 1 2 3  . 交通新聞 (交通新聞社). 1991-10-30: 4 （日语）.
3. 1 2  日本一急勾配にある駅 （页面存档备份，存于）（日語） - 岐阜県の日本一
4. ↑  恵那市観光協会 :: 明知鉄道 （页面存档备份，存于）（日語）